# Santa Maria (Tavira)
Santa Maria is een plaats (freguesia) in de Portugese gemeente Tavira en telt 6672 inwoners (2001).